# محمد الزرعوني
محمد عبد الكريم محمد إسماعيل الزرعوني (مواليد 6 فبراير 1972) هو حكم كرة قدم إماراتي. أصبح حكم معتمد لدى الفيفا في سنة 2002. أدار مباريات في تصفيات آسيا لكأس العالم 2014 و دوري أبطال آسيا.